# Friedrich Jentzen (Maler)
Friedrich Jacob Christian Jentzen (* 13. Juni 1815 in Schwerin; † 17. Mai 1901 ebenda) war ein deutscher Architektur- und Landschaftsmaler. Er ist nicht zu verwechseln mit seinem gleichnamigen Zeitgenossen Friedrich Jentzen (1804–1875), der ebenfalls als Maler, hauptsächlich aber als Lithograf tätig war.

## Leben

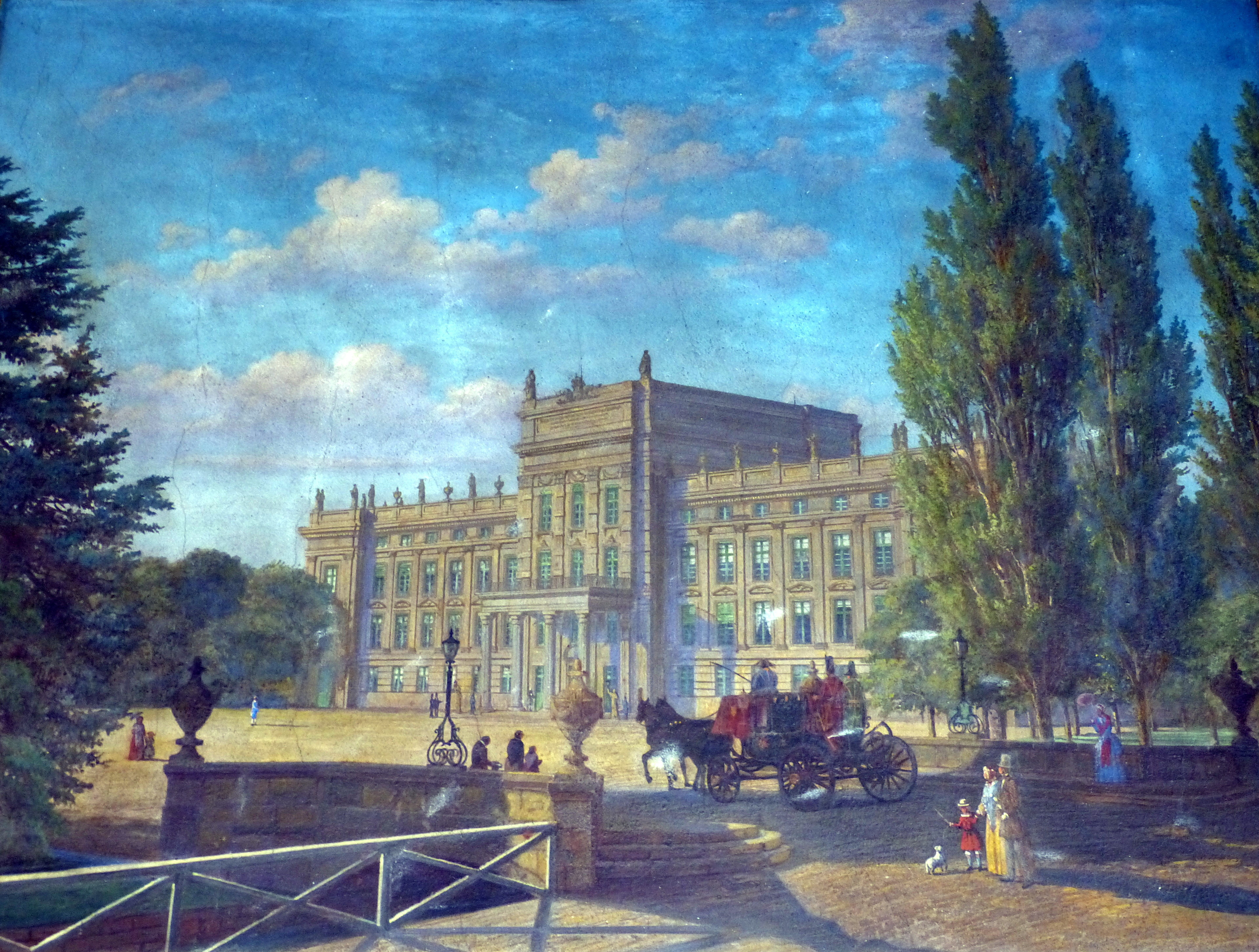
Schloss Ludwigslust Schlössergalerie im Schweriner Schloss

Jentzen, Sohn des Schweriner Schusters Friedrich Carl August Jentzen und dessen Frau Catharina Elisabeth, geb. Foisack, erhielt ersten Zeichenunterricht an der Sonntagsschule Schwerin durch deren Leiter Friedrich Lisch. Später besuchte er mit Unterstützung der Herzogin Helene von Orléans die Akademie in Berlin, wo er sich unter dem Dekorationsmaler Carl Wilhelm Gropius und dem Marinemaler Wilhelm Krause zum Architektur- und Landschaftsmaler ausbildete.
Ab 1841 studierte er drei Jahre lang Architektur und Ornamentik an der Münchner Akademie. 1848 ging er nach Schwerin zurück und gab Zeichenunterricht am Schweriner Hof. Er unternahm 1855 eine Studienreise nach Rom, wo er ein Bild des Forum Romanum malte.  Seit 1846 war er mehrfach auf den Ausstellungen der Kunstakademien Berlin und Dresden vertreten. In Schwerin wurde ihm die Große Goldene Medaille für Kunst und Wissenschaft verliehen. 1876 wurde er in Schwerin zum Hofmaler ernannt. Er war Mitglied des Kunstvereins für die Rheinlande und Westfalen und des Mecklenburg-Schweriner Vereins der Künstler und Kunstfreunde und seit 1857 Mitglied im Verein für mecklenburgische Geschichte und Altertumskunde.

## Werk
Dem Bild des Forum Romanum folgten im Lauf der Jahre eine Reihe anderer Architekturbilder, größtenteils aus Deutschland, „die von korrekter Zeichnung, harmonischem Kolorit und trefflicher Beleuchtung sind.“ Zu diesen Werken zählen etwa der spätromanische Kreuzgang in Steingaden im südlichen Bayern, der Magdeburger Dom, das (mehrmals wiederholte) Schweriner Schloss, das Innere der Schlosskirche Schwerin, das Innere des Güstrower Doms, ein Kreuzgang bei Fackel- und Mondlicht, Waldlandschaft bei Moselhorn, Schlosshof zu Heidelberg, Korridor aus dem Lübecker Rathaus, Treppenhaus im Schloss zu Würzburg, Gerolstein im Eifelgebirge u. a.
Er fertigte Aquarelle zu dem von Friedrich August Stüler, Eduard Prosch und Hermann Willebrand herausgegebenen Prachtwerk „Das Schloß zu Schwerin“ (drei Bände, 1866–1869) sowie die Zyklen „Mecklenburgische Amtshäuser“ (im Regierungsgebäude Schwerin) und „Mecklenburgische Schlösser“ (in der Schlossgalerie Schwerin).
Er lieferte zwischen 1855 und 1857 hundert Blatt griechischer, gotischer und romanischer Architekturen für die „Vorlageblätter für die mecklenburgischen Gewerbeschulen“ und „Erläuternde Bemerkungen zu den Vorlegeblättern für die Gewerbeschulen in Mecklenburg“ (1860).